# Abies sibiriconephrolepis
Abies sibiriconephrolepis là một loài thực vật hạt trần trong họ Thông. Loài này được Taken. & J.J.Chien miêu tả khoa học đầu tiên năm 1957.